# 小行星13122
小行星13122（13122 Drava）是一颗绕太阳运转的小行星，为主小行星带小行星。该小行星于1994年2月7日发现。

## 轨道参数
小行星13122的轨道半长轴为2.3240194 UA，离心率为0.116。